# Slev

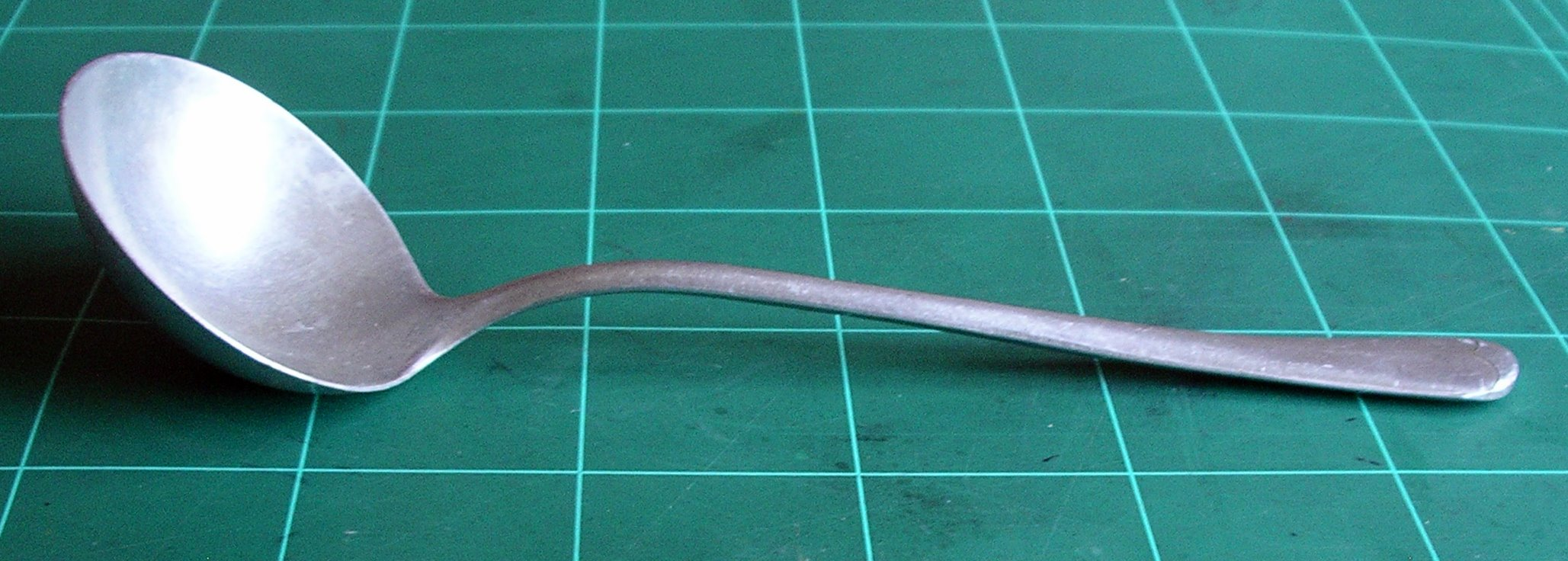
En slev av aluminium.

Slev av förtennt koppar.

En slev är ett köksredskap som liknar en stor sked. 
Slevar används framförallt för att ösa upp flytande matvaror som soppor, såser och grytor. Slevar görs i en rad material, främst stål, silver, aluminium. trä och plast. Beroende på storlek och användningsområde kan slevar ha mer definierade benämningar, som såsslev och soppslev.
Från 1500-talet har slev använts som benämning även för redskap som liknar en slev till utseendet och fyller en liknande funktion, exempelvis sked, skopa och spade. Ett exempel är murslev.
Ibland förekommer uttryck som "sleva i sig", vilket syftar på att man öser i sig.